# Libethra insalubris
Libethra insalubris är en insektsart som beskrevs av Morgan Hebard 1919. Libethra insalubris ingår i släktet Libethra och familjen Diapheromeridae. Inga underarter finns listade i Catalogue of Life.